# Gran Logia Femenina de Francia
La Gran Logia Femenina de Francia (en idioma francés, Grande Loge féminine de France) es la más antigua organización en el mundo de carácter francmasónico constituida por mujeres. 
Tiene su origen en los movimientos feministas masónicos de finales del siglo XIX que agrupados con anterioridad a la Segunda Guerra Mundial, culminaron en su fundación en 1952. Está formada por más de 11 000 miembros y cuenta con 360 logias repartidas no solamente por Francia sino también por otros numerosos países.

## Historia
La práctica de la masonería, concebida en sus orígenes para miembros exclusivamente masculinos, fue admitiendo de manera restringida el acceso a mujeres a lo largo del siglo XVIII, mediante fórmulas de ingreso limitadas como la adopción o la coadopción, habitualmente empleadas por los masones para la iniciación de sus parientes y familiares. 
En el siglo XIX, la destacada actividad de algunas de las mujeres masónicas permitió un impulso a favor de la apertura de la masonería en el que destacaron personalidades como Flora Tristán, Louise Michel y particularmente, María Deraismes que iniciada en 1882 en una logia masculina, sería junto con otros compañeros, la fundadora de la Obediencia Mixta del Derecho Humano en 1893, organización que en 1935 obtuvo la autonomía.
En 1936, fueron constituidas en Francia hasta 8 logias femeninas autónomas que se agruparon en el primer convento masónico, la Unión Masónica Femenina de Francia, embrión de la Gran Logia Femenina de Francia. La Segunda Guerra Mundial puso un paréntesis en el desarrollo de la masonería femenina debido a la persecución y deportación de numerosos miembros, obligando a una militancia clandestina que, sin embargo, pudo participar en los movimientos de Resistencia.
A partir de 1945 se reconstituyó el anterior convento que, bajo la presidencia de Anne-Marie Gentily, reestructuraría su obediencia en 1946. En 1952, la Union Maçonnique Féminine de France se convirtió oficialmente en la Grande Loge Féminine de France, adoptando el Rito Escocés Antiguo y Aceptado en 1959.
En la década de los años 1960 y 1970, la Gran Logia Femenina de Francia ampliará el número de logias por toda Francia pero también en los otros países francófonos europeos, como Bélgica y Suiza, donde se funda la logia Lutecia en Ginebra. En 1973, la Gran Logia adoptará el rito francés, cuya patente fue entregada por el Gran Oriente de Francia.
A partir de entonces, la Gran Logia Femenina de Francia entregaría a su vez patentes de creación a numerosas logias tanto en los departamentos franceses, como en países no francófonos, como España (a la Gran Logia Femenina de España), Portugal, Venezuela, Polonia, Hungría y Letonia.
En 2007, Yvette Nicolas fue reelegida Gran Maestre de la Grande Loge Féminine de France.